# Hoplodrina obscura
Hoplodrina obscura là một loài bướm đêm trong họ Noctuidae.